# Karl Kvaran
Karl Kvaran, né le 17 novembre 1924 à Borðeyri dans l'ouest de l'Islande et mort le 9 août 1989 à Reykjavik, est un peintre et dessinateur islandais. Il est considéré comme l'un des principaux représentants de l'école de peinture abstraite géométrique en Islande au début des années soixante.

## Biographie
Karl Kvaran naît le 17 novembre 1924 à Borðeyri.
Il étudie à l'Académie des Arts d'Islande à Reykjavík (1943-1945) et à l'Académie royale danoise des Beaux-Arts de Copenhague. Il étudie également avec Peter Rostrup Bøyesen.
Karl Kvaran est influencé par l'art abstrait de Svavar Guðnason et Þorvaldur Skúlason, un développement novateur des années 1940. L'Islande connaît une période de prospérité dans l'après-guerre et pour la première fois, des peintres et des écrivains commencent à former des groupes et des mouvements. Karl Kvaran et Kristján Davíðsson sont des figures importantes dans le développement de l'école d'abstraction géométrique.
Au début de sa carrière (1942-1952), il travaille dans un style post-cubiste d'influence française. La texture de surface sculptée et "martelée" de ses peintures fortement composées est créée en utilisant des coups de pinceau réguliers et brusques.
Au début des années 50, Karl Kvaran abandonne l'art figuratif pour l'abstraction géométrique, utilisant des couleurs pures et uniformes pour créer des formes géométriques bidimensionnelles. Karl Kvaran est l'un des nombreux artistes islandais qui contribuent à un mouvement florissant d'abstraction géométrique au cours des années 1950.
Entre 1958 et 1970, la structure de ses grandes peintures à la gouache et de ses dessins à la plume et à l'encre s'assouplie, les lignes droites ayant été remplacées par un jeu plus rythmé de formes courbes et circulaires,.
Après 1970, Karl Kvaran commence à peindre des œuvres beaucoup plus grandes à l'huile. Les formes statiques sont remplacées par des constructions plus fluides dans des tons intenses de rouge, jaune et bleu, accompagnés de zones de noir et de blanc. On dit que ce style atteint son apogée vers 1979. Son travail se caractérise par un style économe et une interaction dimensionnelle de plus en plus complexe.
Karl Kvaran est considéré comme l'un des principaux liens entre la peinture abstraite d'origine française et le minimalisme. Son utilisation audacieuse de couleurs intenses associées à des compétences graphiques l'identifie comme un pont entre l'abstraction et le Pop Art.
Le travail de Karl Kvaran est présenté dans une exposition de la Galerie nationale d'Islande à Reykjavík en 1998, "Le rêve de la forme pure, l'art géométrique des années 1950". Son travail figure également dans l'exposition 1998 de la National Gallery of Iceland "Icelandic 20th Century Art".
La National Gallery of Iceland présente une rétrospective de son travail en novembre 2010. Un certain nombre d'œuvres de Karl Kvaran et une photo de l'artiste sont exposées sur le site Web Frost and Fire Guesthouse  .
Le musicien et compositeur islandais Haflidi Hallgrímsson compose un hommage au violon à Karl Kvaran, un ami proche, "Offerto (In Memoriam Karl Kvaran)",.